# Mamadou Konté
Mamadou Konté, né vraisemblablement au Mali en 1945 ou 1948, mort le 20 juin 2007 à Dakar (Sénégal), est un producteur de musique sénégalais, fondateur du festival de musique Africa Fête, et figure de proue des musiques africaines et de la worldmusic.

## Biographie et carrière
Mamadou Konté est né au Sénégal, dans le village de Tambacounda, le 22 juillet 1945, dans une famille soninké. Il arrive en France en 1965 clandestinement, à 20 ans, et découvre Marseille avant de voyager jusqu'à Paris. Il travaille comme balayeur puis comme métallo, apprend à lire et à écrire, apprend le français et s'intègre au milieu ouvrier communiste. Son activité syndicale le fait remarquer par des intellectuels comme Louis Althusser. François Béranger l'évoque dans sa chanson Mamadou m'a dit,.
Mamadou Konté fonde le festival de musique Africa Fête en 1978 en France, où il a vécu pendant de nombreuses années comme immigré franco-malien, résident de longue date à Paris. Africa Fête est un important festival de musique international qui met en lumière des artistes musicaux africains établis ou en devenir. On porte au crédit d'Africa Fête d'avoir popularisé la musique africaine en France, où le festival s'est tenu durant ses premières années. Les musiques africaines sont en effet marginales à Paris dans les années 1970 mais suscitent un vif engouement. Le festival entretient aussi le lien entre la diaspora ouest-africaine française et le continent africain.
En 1995, Mamadou Konté s'installe au Sénégal, et le festival Africa Fête a lieu à Dakar. Plusieurs sessions d'Africa Fête se sont tenues également aux États-Unis. Le festival a lieu chaque année en marge de la Journée mondiale de lutte contre le sida, en alternance en Afrique (le plus souvent à Dakar) ou en France (le plus souvent à Marseille).
Africa Fête est également devenu un label, désormais basé au Sénégal. Mamadou Konté et Africa Fête ont aidé à lancer la carrière d'un certain nombre d'artistes internationaux bien connus, dont Angélique Kidjo, Youssou N'Dour, Simon Mahlatini, Salif Keita et Papa Wemba. Mamadou Konté a notamment participé à l'organisation de la première grande tournée européenne de Youssou N'Dour. Il a également été directeur, producteur et agent pour de nombreux autres artistes, dont Xalam, Touré Kunda et Manu Dibango.
Il a aussi créé Tringa, centre culturel pour les jeunes musiciens sénégalais en herbe.
Il décède le 20 juin 2007 à Dakar, de maladie. Il avait 62 ans ou 65 ans[réf. nécessaire].

## Distinctions et hommages
- Chevalier de l'ordre des Arts et des Lettres (1992)
- Officier de l'ordre des Arts et des Lettres (2002)[4].
- Le 24 novembre 2007, un hommage lui est rendu à La Cigale à Paris[5].
- À l’occasion du festival Africa Fête qui se déroule en juin 2019 à Marseille, le journal Le Monde rend hommage à son fondateur[6].
- Il figure dans le recueil Portraits de France, qui présente 318 personnalités issues des Outre-Mer, des anciennes colonies ou de l’immigration, élaboré en 2021 pour le compte du ministère de la Cohésion des territoires en vue d’aider à la diversification des noms de rues ou de bâtiments publics en France[7].